# 신혜인
신혜인(1985년 6월 24일 ~ )은 대한민국의 전 농구 선수이자 농구 해설가이다.

## 학력
- 서울대도초등학교
- 숙명여자중학교
- 숙명여자고등학교
- 서울여자대학교 체육학과 학사

## 경력
전 국가대표 배구 선수 신치용과 전 국가대표 농구 선수 전미애 부부 사이에서 둘째 딸로 태어났다.
숙명여자고등학교를 졸업하고 2003년에 열린 2004 WKBL 신입선수 선발회에서 1라운드 4순위로 광주 신세계 쿨캣에 입단하였다. 미모로 많은 주목을 받았으나, 현역으로는 많이 활동하지 못했다. 2005년 심장 부정맥 진단을 받고 현역에서 은퇴하였다.
은퇴 후 서울여자대학교에 진학하였고, 2007년부터 2011년까지 WKBL TV에서 농구 해설가로 활동하기도 하였다.

## 사생활
2011년, 배구 선수 박철우와 결혼했다. 결혼 무렵 박철우도 FA를 선언하여 장인의 팀으로 옮겼다.